# Giuseppe Torriani
Giuseppe Torriani (né le 10 décembre 1904 à Milan en Lombardie et mort le 21 janvier 1942) est un joueur de football italien, qui jouait en tant qu'ailier.

## Biographie
Il fait ses débuts footballistiques en Ligurie avec le club de Gênes de l'Andrea Doria en 1921, avant de rejoindre le club de Legnano.
En 1925, il part pour le Piémontais rejoindre le club turinois de la Juventus où il reste deux saisons (il y dispute son premier match le 4 octobre 1925 lors d'un succès contre Parme 6-1), remportant un championnat d'Italie.
En 1927, il rejoint la Lombardie pour évoluer avec le club de sa ville natale du Milan AC, où il reste durant huit saisons, jouant 202 matchs.

## Palmarès
Juventus
- Championnat d'Italie (1) :
  - Champion : 1925-26.